# Google工具列
Google工具栏（Google Toolbar）是一個可於Microsoft Internet Explorer與Mozilla Firefox上使用的網絡瀏覽器工具列。
2011年7月19日，Google宣布由於許多Google工具栏所提供的功能已經融入到瀏覽器中，對Firefox版本Google工具栏的開發至Firefox 4版本停止，不再提供對Firefox 5及未來版本的支持。

## 功能
- 可以設定不同搜尋引擊的搜尋框，預設為Google搜尋
- 釣魚式攻擊保護（僅在 Firefox版本）
- Feed訂閱
- 拼法檢查
- 自動連接
- 自動填表
- 翻譯
- PageRank顯示
- 網絡實名
- Google書簽
- 彈出式廣告阻擋

## Google計算
Google計算是Google 工具列一個可個別下載的插件，用於分散式計算的計劃以幫助科學硏究，於2002年3月以限制名額的方式開始，並於2005年10月結束
，只可於英文版的Google工具列上使用。Google計算容許使用者的電腦在閒置時幫助科學問題的繁複計算，當一個使用者啓動Google計算後，該電腦會下載一個大型研究計畫的一小部份並開始執行運算，然後歸入其他一千台電腦的結果。
目前為止，相關的計算研究都是由一個非營利組織Folding@home提供，他們的目標為試圖計算和模擬蛋白質摺疊，以便提高理解與治療許多不同疾病。Google計算的首頁建議，希望能繼續貢獻該計劃的使用者下載Folding@home的客戶端軟體。

## 外部連結
- Google Toolbar （页面存档备份，存于）（英文）
  - Google工具栏 （页面存档备份，存于）（简体中文）
  - Google工具列 （页面存档备份，存于）（繁體中文）